# Микел Дамсгор
Микел Дамсгор (дан. Mikkel Damsgaard; Јилинге, 3. јул 2000) је дански професионални фудбалер који игра на позицији везног играча за Брентфорд и репрезентацију Данске.

## Клупска каријера

### Јуниорска
Каријеру је започео у свом родном граду Јилингу, где је играо осам година. Отац му је био тренер. Током једне утакмице га је приметио Нордшеланд који је био у потрази за другим играчем, али га је на крају контактирао. Убрзо им се придружио са омладинским уговором до 2020. године.

### Нордшеланд
Званично је дебитовао за Нордшеланд 27. септембра 2017, са седамнаест година. Играо је целу утакмицу за Куп Данске, остваривши једну асистенцију у победи од 4:0.
Дебитовао је у Суперлиги Данске 26. новембра 2017. са дресом број 27. Такође, 12. јула 2018. је дебитовао у Европи у квалификационој утакмици за УЕФА Лигу Европе.

### Сампдорија
Потписао је четворогодишњи уговор 6. фебруара 2020. са Сампдоријом из италијанске Серије А. Цена трансфера је процењена на 6,7 милиона евра (50 милиона данских круна). Свој први гол у Серији А је постигао 17. октобра 2020. у победи од 3:0 против Лација.

### Брентфорд
Енглеском премијерлигашком клубу Брентфорд се придружио 10. августа 2022. за 15 милиона евра на основу петогодишњег уговора.

### Репрезентативна каријера
Гол у победи над Русијом резултатом 4:1 на Европском првенству је постигао 21. јуна 2021, чиме је постао најмлађи дански играч који је постигао гол на Европском првенству са двадесет година и триста педесет и три дана. У полуфиналу је постигао први гол против Енглеске. Међутим, Данска је на крају изгубила са 2:1 након продужетака.

## Каријерна статистика

### Клупска
| Клуб       | Сезона    | Лига             | Лига | Лига   | Национални куп | Национални куп | Лигашки куп | Лигашки куп | Остало | Остало | Укупно | Укупно |
| Клуб       | Сезона    | Дивизија         | Ута. | Голови | Ута.           | Голови         | Ута.        | Голови      | Ута.   | Голови | Ута.   | Голови |
| ---------- | --------- | ---------------- | ---- | ------ | -------------- | -------------- | ----------- | ----------- | ------ | ------ | ------ | ------ |
| Нордшеланд | 2017—2018 | Суперлига Данске | 17   | 1      | 1              | 0              | —           | —           | —      | —      | 18     | 1      |
| Нордшеланд | 2018—2019 | Суперлига Данске | 32   | 1      | 1              | 0              | —           | —           | 6      | 0      | 39     | 1      |
| Нордшеланд | 2019—2020 | Суперлига Данске | 35   | 11     | 1              | 0              | —           | —           | —      | —      | 36     | 11     |
| Нордшеланд | Укупно    | Укупно           | 84   | 13     | 3              | 0              | —           | —           | 6      | 0      | 93     | 13     |
| Сампдорија | 2020—2021 | Серија А         | 35   | 2      | 2              | 0              | —           | —           | —      | —      | 37     | 2      |
| Сампдорија | 2021—2022 | Серија А         | 11   | 0      | 1              | 0              | —           | —           | —      | —      | 12     | 0      |
| Сампдорија | Укупно    | Укупно           | 46   | 2      | 3              | 0              | —           | —           | —      | —      | 49     | 2      |
| Брентфорд  | 2022—2023 | Премијер лига    | 26   | 0      | 1              | 0              | 2           | 0           | —      | —      | 29     | 0      |
| Брентфорд  | 2023—2024 | Премијер лига    | 23   | 0      | 2              | 0              | 0           | 0           | —      | —      | 25     | 0      |
| Брентфорд  | Укупно    | Укупно           | 49   | 0      | 3              | 0              | 2           | 0           | —      | —      | 54     | 0      |
| Укупно     | Укупно    | Укупно           | 179  | 15     | 9              | 0              | 2           | 0           | 6      | 0      | 196    | 15     |

### Репрезентативна
| Репрезентација | Година | Утакмица | Голови |
| -------------- | ------ | -------- | ------ |
| Данска         | 2020   | 1        | 0      |
| Данска         | 2021   | 12       | 4      |
| Данска         | 2022   | 8        | 0      |
| Данска         | 2023   | 4        | 0      |
| Данска         | 2024   | 3        | 0      |
| Укупно         | Укупно | 28       | 4      |

| Бр. | Датум          | Стадион                    | Кап. | Противник | Скор | Резултат | Такмичење                          |
| --- | -------------- | -------------------------- | ---- | --------- | ---- | -------- | ---------------------------------- |
| 1   | 28. март 2021. | MЦХ Арена, Хернинг         | 2    | Молдавија | 2–0  | 8–0      | Квалификације за Светско првенство |
| 2   | 28. март 2021. | MЦХ Арена, Хернинг         | 2    | Молдавија | 3–0  | 8–0      | Квалификације за Светско првенство |
| 3   | 21. јун 2021.  | Стадион Паркен, Копенхаген | 5    | Русија    | 1–0  | 4–1      | Европско првенство                 |
| 4   | 7. јул 2021.   | Стадион Вембли, Лондон     | 8    | Енглеска  | 1–0  | 1–2      | Европско првенство                 |

## Успеси

### Индивидуални
- Дански таленат године Spillerforeningen: 2021.